# 柯尼斯堡号轻巡洋舰
柯尼斯堡号（德語：Königsberg）是德国于1920年代建造的三艘柯尼斯堡级轻巡洋舰的首舰，于1929年至1940年4月期间先后服役于国家海军和战争海军，并参加了第二次世界大战。其另外两艘姊妹舰为卡尔斯鲁厄号和科隆号。柯尼斯堡号由威廉港的国家海军船厂承建，于1926年4月开始架设龙骨、1927年3月下水，至1929年4月正式投入使用。它配备有九门安装在三座三联装炮塔内的150毫米25式速射炮作为主舰炮，最高速度为32节。
柯尼斯堡号在整个1930年代都被用作培训海军见习官的教练船，并于1930年代后期的西班牙内战期间参与了非干预巡逻。随着第二次世界大战于1939年9月爆发，该舰又受命在北海铺设防御性雷区，然后于1940年4月参加了入侵挪威的威悉演习行动。在袭击卑尔根时，它被当地的海岸炮严重致损，并于翌日在港口内遭英国轰炸机击沉。其残骸最终于1942年被打捞出水，至第二年完成拆解报废。

## 设计

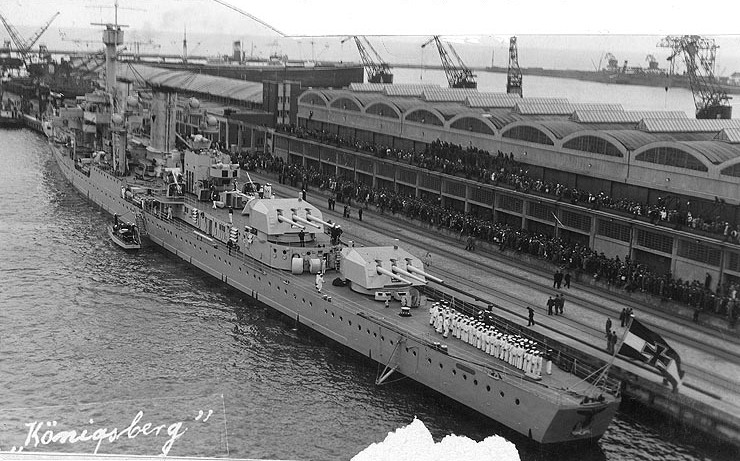
柯尼斯堡号的艉部炮塔为偏移布局

柯尼斯堡号的全长为174（570英尺10英寸），有15.2（49英尺10英寸）的舷宽和最多6.28（20英尺7英寸）的吃水深度。它满载时的作战排水量可高达7,700長噸（7,800公噸）。舰只的推进系统由四台蒸汽轮机和两台10缸四冲程柴油机组成。涡轮机的蒸汽则由六台船用式双头燃油锅炉供应。这些动力装置的额定功率为65,000匹軸馬力（48,000千瓦特）、最高速度为32節（59每小時），并能够以19節（35每小時）的速度续航5,700海里（10,600）。其标准船员编制为21名军官和493名水兵。
柯尼斯堡号的主舰炮为九门安装在三座三联装炮塔内的150毫米25式速射炮，其中一座位于舰艏，另外两座以背负式布局安置在舰艉。后炮塔可旋转以增加其射界。它们共配备1080发弹药，其中每炮120发。舰只还设有两门单座安装的88毫米45倍径高射炮；各配备400发弹药。柯尼斯堡号同样搭载有四组设于舰舯的三联装鱼雷发射管，并配备24枚管径为500（20英寸）的鱼雷。此外，舰只还可贮存120枚水雷。在装甲方面，舰只受到40（1.6英寸）厚的装甲甲板和50（2.0英寸）厚的水线装甲带所保护。司令塔的厚度则有100（3.9英寸）。

## 服役历史

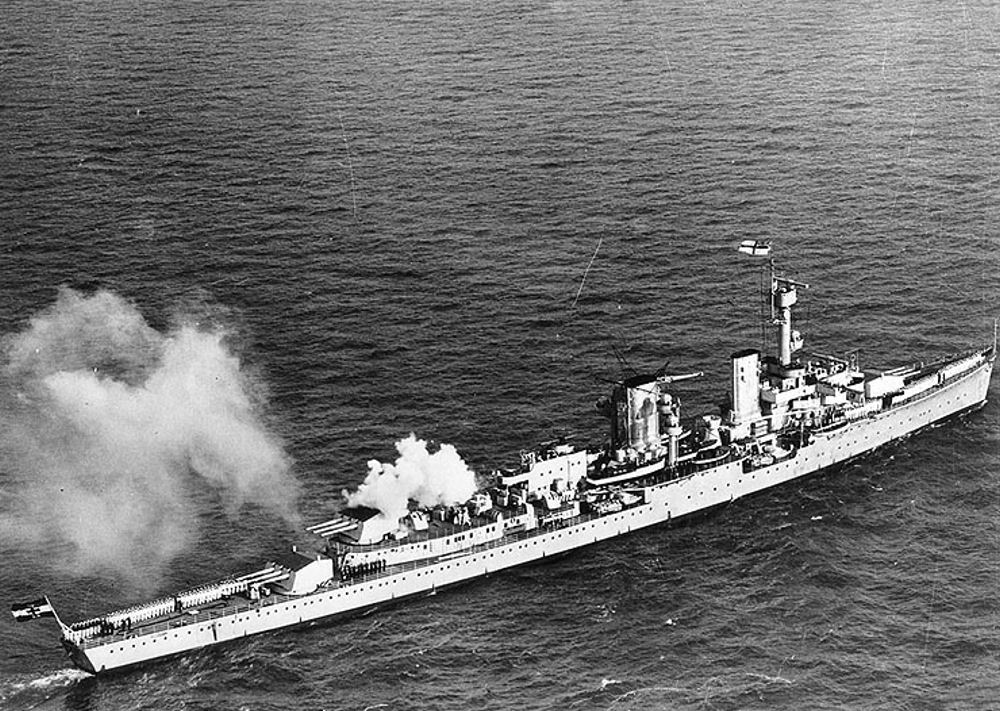
柯尼斯堡号于1934年访英；当时它正悬挂起英国的白船旗并鸣放礼炮

柯尼斯堡号是以“B号巡洋舰”的名义订购，并获得了“忒提斯代舰（Ersatz Thetis）”的临时代号，因其目的是要替代老旧的小巡洋舰忒提斯号。它于1926年4月12日在威廉港的国家海军船厂开始架设龙骨、1927年3月26日下水，至1929年4月17日投入国家海军使用。一经入役，该舰便被指定为德国舰队侦察部队的旗舰。此后，它搭载军校学员进行了一系列的训练巡航，并在地中海各地展开多次友好访问。舰只于1931年进行了首次重大改装；其前桅被缩短，后部舰艛则稍作加长。奥托·冯·施拉德于1931年9月至1934年9月担任柯尼斯堡号的舰长。此后，他的职务由胡贝特·施蒙特接替，并在接下来的一年中指挥舰只。1934年，柯尼斯堡号在其后部舰艛的主炮塔前方加装了两门单座的88毫米32式速射炮。同年，它与另一艘轻巡洋舰莱比锡号对英国进行了自第一次世界大战结束后、十六年来的首次友好访问。
1935年，舰只安装了一副飞机弹射器，以及一个可以搬运浮筒飞机的吊杆。第二年，单炮架安装的88毫米炮被一种新的三轴稳定双支架所取代；在后部舰艛上则增加了另外两座双支架。此外还安装了高射炮的射击指挥仪。改装完成后，柯尼斯堡号被委任为一艘火炮教练船。在1930年代末的西班牙内战期间，该舰参与了非干预巡逻；而在巡逻过程中，它曾迫使共和党派交还其所扣押的一艘德国货轮。
回到德国后，柯尼斯堡号重新开始了它的火炮训练任务，同时也作为雷达样机的试验台。它本计划转配至U艇学校，在那里将被用作U艇船员的靶舰。但这项任务因1939年9月爆发的第二次世界大战而中断。在德国入侵波兰的前一天，柯尼斯堡号于8月31日在波罗的海发现了波兰驱逐舰雷暴号和闪电号。在敌对行动开始时，它和其它几艘德国巡洋舰在北海布设了一个防御雷区。然后它驶入波罗的海展开训练演习。库尔特-凯撒·霍夫曼于1939年6月至9月担任该舰的舰长。同年末，舰只在船体上安装了一副用于抵御磁性水雷的消磁线圈。柯尼斯堡号于1940年3月重返现役，当时它被分配至攻击挪威的入侵部队。

### 威悉演习行动

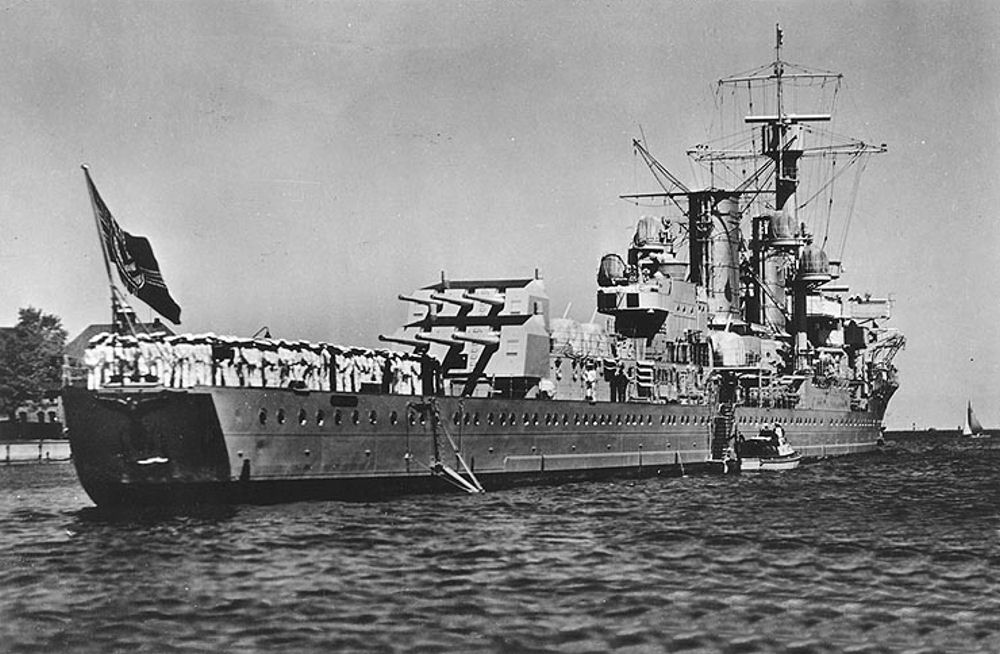
1936年的柯尼斯堡号

入侵挪威的行动于1940年4月初发起。柯尼斯堡号被分配至第3集群，并担负着将国防军第69步兵师的600名士兵从威廉港运送至挪威卑尔根的任务。第3集群还包括有其姊妹舰科隆号、火炮教练舰牛虻号，以及鱼雷艇狼号和豹号。德国人于4月8日离开威廉港，并于翌日抵达预定地点，柯尼斯堡号遂将部分先遣登陆部队转移至几艘小型舰艇。然后，它以高速驶入港口，试图让剩余的步兵直接在城镇登陆。然而，克法芬炮台上的一门210毫米海岸炮攻击了该舰，并取得三次命中，全部落在舰艏。中弹导致锅炉舱发生了严重的进水和火灾，从而切断了舰只的电力。柯尼斯堡号失控漂浮、无法操纵，只得抛锚驻泊，然后它与科隆号、德国空军的轰炸机以及步兵一同压制住了挪威人的火炮。
柯尼斯堡号在返回德国之前需要进行大修，因此它暂时系泊在港湾，并以舷侧面对港湾的入口。这将使它能够以所有搭载的主炮来抵御英国海军的任何攻击。第3集群余部则先行返回德国。4月9日傍晚，它遭到英国轰炸机的袭击，但没有造成任何影响。翌日清晨，英国人又对舰只发动了另一次空袭。这次袭击是由十六架从奥克尼哈慈顿航空站起飞、隶属舰载航空队的贼鸥式俯冲轰炸机组成（七架来自第800海军飞行中队以及九架来自第803海军飞行中队）。柯尼斯堡号较薄的装甲使它极易受到俯冲轰炸机的伤害。贼鸥式分成三组进行攻击：803中队的九架、800中队的六架、以及800中队的一架——这架飞机在腾空期间失去了联系，但最终仍能独立找到柯尼斯堡号。俯冲轰炸机于07:20发动攻击，令舰上的船员们猝不及防。当船员意识到他们正遭到袭击时，有过半数的轰炸机都已完成了俯冲。据报舰上仅一门大型高射炮装备了弹药，它在舰艉以每五秒1发的速率还击；而岸上的轻型防空武器以及相邻的舰只也在后期加入开火。

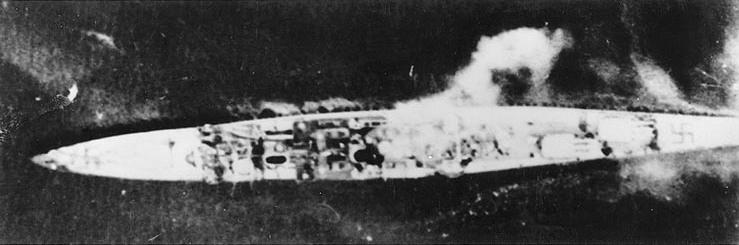
柯尼斯堡号在卑尔根遇袭

柯尼斯堡号遭到至少5枚500英磅（230）炸弹的命中，对舰只造成了严重破坏。其中一枚穿透了其单薄的甲板装甲，贯通舰只后在水中爆炸，导致了严重的结构性损伤。另一次中弹摧毁了辅助锅炉舱。再有两枚炸弹则在近距舰旁的水中引爆，爆炸的冲击波在船体上炸出了几个大洞。它几乎立即严重倾侧，舰长命令全体船员弃舰。从袭击开始至舰只完全倾覆沉没花了近三小时，这令船员们有足够的时间撤离众多死伤者。他们甚至能从受损的巡洋舰上转移了大量的弹药和设备。袭击中共有18人遇难。柯尼斯堡号残骸于1942年7月17日被打捞出水面，然后逐渐拆解报废。至1943年，残骸已全部在原地完成拆除。